# Pseudophiloscia fragilis
Pseudophiloscia fragilis là một loài chân đều trong họ Philosciidae. Loài này được Chilton miêu tả khoa học năm 1901.